# 茶鋏
茶鋏（ちゃばさみ）は、茶の収穫時に使用する農具である。

## 概要
茶の葉を切り取る際に用いる鋏である。刃先には切り取った茶葉が収まるように布袋が取り付けられている。茶鋏による摘採の作業効率は、熟達すればそれまでの手摘みの5倍から10倍といわれる。茶業の機械化が進み、大型の乗用型摘採機や小型のバリカン茶摘機に取って代わられている。したがって、茶鋏を使った手作業による摘採が行われることは、現代では比較的少ない。

## 歴史
1913年、静岡県小笠郡西方村（現・菊川市）の内田良平が実用化し、茶業従事者の間で普及したとされている。しかし、資料によっては、内田三平が実用化したとする異説もある。1915年には、「内田式茶摘採鋏」の特許が認められており、内田良平は後に内田刃物工業を創業した。